# جیمز کراکت ویلسون
جیمز کراکت ویلسون (انگلیسی: James Crocket Wilson; ۱۹ ژوئیهٔ ۱۸۴۱ – ۸ اکتبر ۱۸۹۹) سیاستمدار، و اهالی کسب‌وکار اهل کانادا بود.